# Pevná telefonní síť

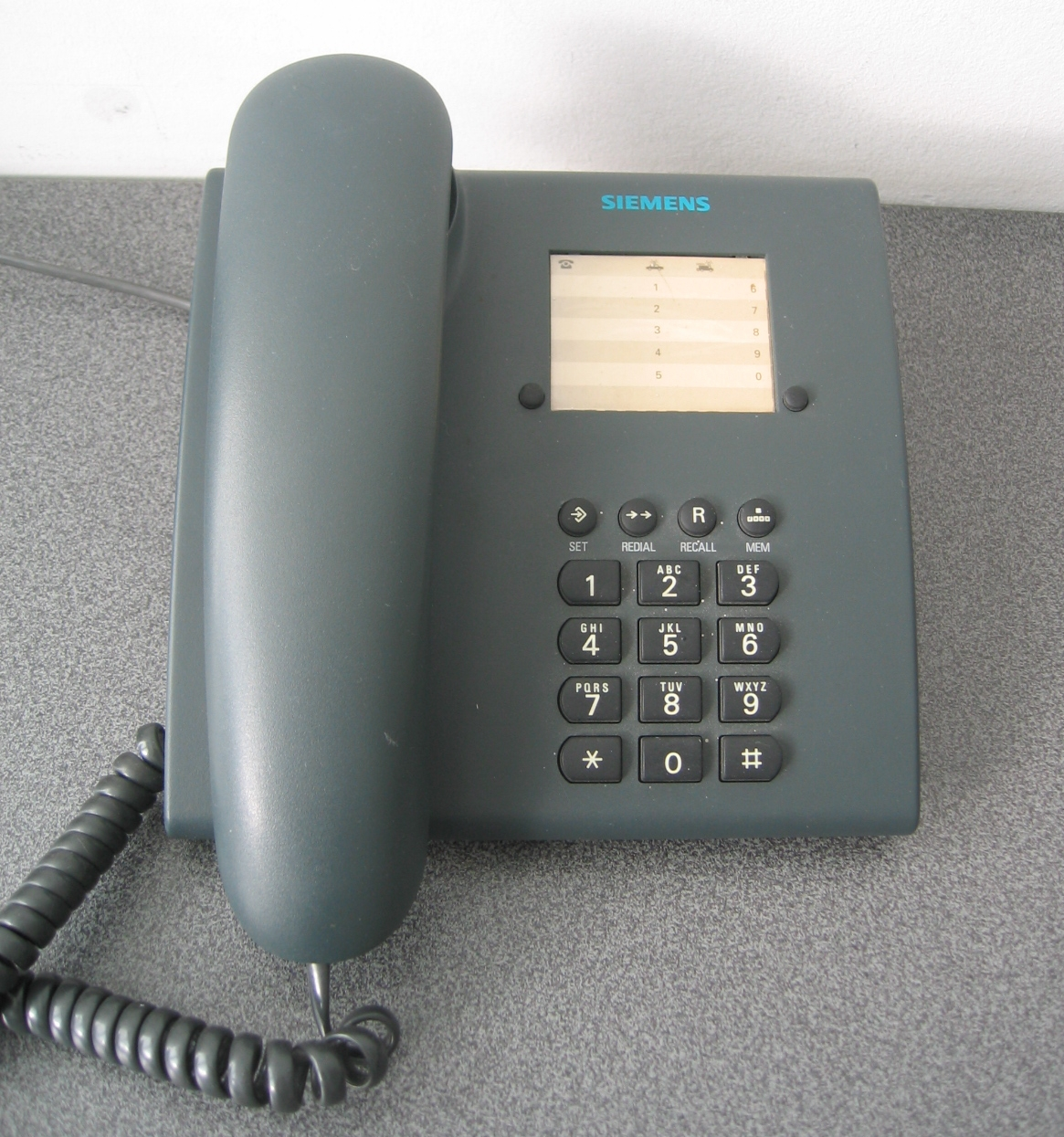
Telefon pro pevnou telefonní síť od firmy Siemens

Pevná telefonní síť je komutační telefonní síť, do které jsou telefonní přístroje připojeny pomocí účastnického vedení, hovorově nazývaného pevná linka.
Pevná telefonní síť může být součástí veřejné telefonní sítě (Public Switched Telephone Network – PSTN) nebo se může jednat o soukromou pevnou telefonní síť.
Jednotlivé veřejné pevné telefonní sítě tvoří spolu s mobilními sítěmi základ celosvětové veřejné telefonní sítě.

## Historie

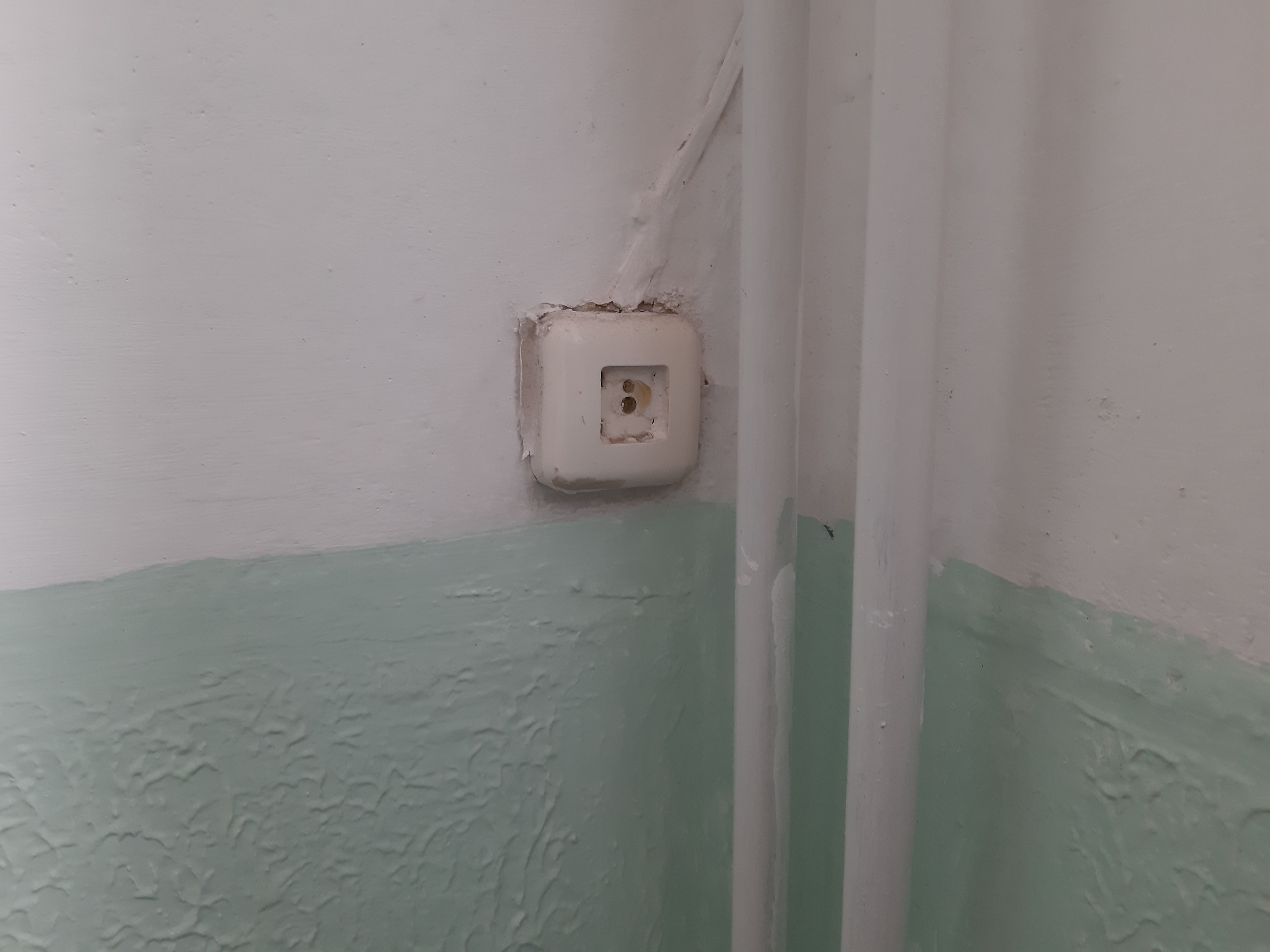
Telefonní zásuvka, používaná mezi roky 1980–1985 dochovaná na zdi (2023)

Už v době vynálezu telefonu bylo zřejmé, že propojování vybraných dvojic telefonních účastníků samostatným vedením (případně používání samostatných telefonů pro každou linku) je příliš omezující a neefektivní. Proto vznikají první telefonní ústředny, které umožňují propojení účastníků v jednom městě. Pomocí meziměstských linek (anglicky trunk) lze pak propojovat i účastníky v různých městech.
První telefonní ústředny byly manuální. Automatizace započatá nasazením pulsní volby mezi telefonem a ústřednou a mezi ústřednami, následovaná propracovanějšími metodami signalizace pomocí vícetónové volby byla završena zavedením digitálního Signalizačního systému č. 7, který do konce 20. století propojil většinu telefonních ústředen.
Rozvoj veřejných komutačních telefonních sítí znamenal, že pro zaručení quality of service (QoS) účastníkům začaly být potřebné techniky traffic engineeringu. Matematické základy metod potřebných pro stanovení kapacitních požadavků a konfigurace zařízení včetně počtu zaměstnanců potřebných pro zajištění stanovené úrovně služeb položila práce A. K. Erlanga.
V 70. letech 20. století se začaly budovat veřejné datové sítě používající technologii přepojování paketů a protokol X.25.
V 80. letech telekomunikační průmysl začíná vyvíjet a uvádět do provozu první digitální služby, které využívají technologii přepojování okruhů pro datové služby realizující end-to-end propojení dvou účastníků a přicházejí s myšlenkou Broadband Integrated Services Digital Network (B-ISDN). B-ISDN však bylo překonáno rychlým rozvojem Internetu.

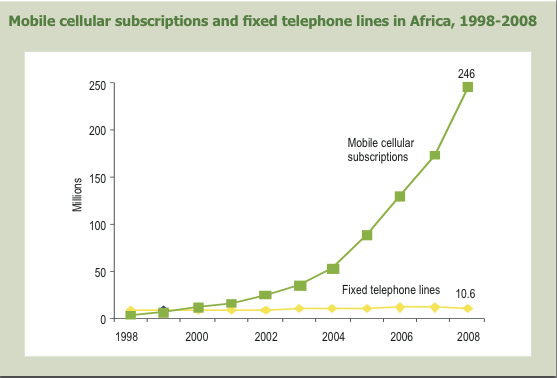
Porovnání vývoje počtu stanic pevné telefonní sítě (žlutě) a mobilních telefonů (zeleně) v Africe v letech 1998–2008

V poslední čtvrtině 20. století dochází k masovému rozšíření mobilních telefonních sítí, ve kterých je připojení telefonu do sítě realizováno pomocí rádiových vln. Díky mobilním sítím se nárůst počtu uživatelů pevných linek zpomalil, v mnoha zemích došlo dokonce k poklesu absolutního počtu uživatelů. Pevná telefonní síť však stále představuje jednu z možností připojení do celosvětové komunikační sítě.
Na začátku 21. století dochází k přeměně nejstarších částí telefonní sítě – vedení k účastníkovi – na digitální a rozšiřování technologií ISDN, DSL, FTTx a systémů používajících kabelové modemy. Pokračuje konvergence telefonních a datových sítí, které přecházejí na internetové protokoly.
V různých státech existují soukromé pevné telefonní sítě, které nejsou propojené do veřejné telefonní sítě, a které jsou využívány například armádou. Existují i soukromé telefonní sítě velkých společností, které jsou do veřejné telefonní sítě propojeny pouze pomocí omezených gatewayí jako jsou například velké private branch exchange (PBX).
Telefonní společnosti získaly v většině zemí monopolní postavení.
Během několika posledních desetiletí však byly státní monopoly rozděleny nebo rozprodány v privatizaci.

## Síťová topologie
Původní koncepcí sítí byla víceúrovňová hierarchie telefonních ústředen, ve které se hovory, které nemohou být propojeny na určité úrovni předávají na vyšší úroveň. To omezuje počet dálkových linek a umožňuje zpracovávat místní hovory odděleně.
V moderních sítích je cena přenosových kapacit a zařízení mnohem nižší, takže hierarchie nemají tolik úrovní jako dříve (často pouze 2).